# みんなとオマエラの歌
『FOD みんなとオマエラの歌』（FOD みんなとオマエラのうた）は、フジテレビオンデマンド (FOD) で2016年11月25日から配信されている、FODオリジナルの音楽番組である。

## 概要
フジテレビ系列にて2013年10月～2014年3月まで毎週火曜日の深夜に地上波で放送していた「今夜はアリエナイト」のコーナー『JOCX みんなとオマエラの歌』が、『FOD みんなとオマエラの歌』として甦った、シュールでニッチな音楽番組。
「みんな以外のオマエラ（※オマエラとは主にネットの世界で「2ちゃんねらー」や「ステレオタイプなオタク」のことを表す）にも楽しめる、オマエラ向けの歌を楽しくこっそり紹介する」をコンセプトに、某長寿音楽番組テイストのミュージックビデオを、大人向けのアニメや実写で制作しランキング形式で発表している。
2018年1月よりセクシー女優・紗倉まなが三代目歌のお姉さんに就任。
二代目歌のお姉さんには最年少でセンターを務める神宿の一ノ瀬みか。その相方には土管うさぎの“出歯吾郎（でばごろう）”。
毎回人々の想像を超えたアリエナイ音楽を、配信という手段によって日本全国のオマエラに届ける。
番組最後に歌のお姉さんが「オマエラ、また見てくれてありがとなー！オマエラ、大好き！」と発するのがお決まりとなっている。

## 出演者
- MC：紗倉まな（三代目歌のお姉さん）シーズン2

### 過去の出演者
- 荒川ちか（初代歌のお姉さん）2013年10月〜2014年3月※地上波
- 一ノ瀬みか（二代目歌のお姉さん）シーズン1
- 北村諒（出歯吾郎/声の出演）シーズン1

## 配信日程
| #   | 配信開始日     | サブタイトル                                                              |
| --- | -------------- | ------------------------------------------------------------------------- |
| 1.  | 2016年11月25日 | オマエラ、ただいま！                                                      |
| 2.  | 12月9日        | 初めて買ったCD何？                                                        |
| 3.  | 12月23日       | オマエラが喜びそうな○○                                                    |
| 4.  | 2017年1月13日  | 初！北村諒アフレコ現場                                                    |
| 5.  | 2月24日        | ヤンキー風みかちゃん                                                      |
| 6.  | 3月10日        | 北村諒 恋愛シュミレーションゲーム風                                       |
| 7.  | 3月31日        | 神宿カラオケ現場に潜入！！                                                |
| 8.  | 4月14日        | 禁断のアニメ、ついに解禁・・・                                            |
| 9.  | 5月19日        | い・け・な・いセバスチャン                                                |
| 10. | 6月16日        | シュレーディンガーのねこ 登場！                                           |
| 11. | 7月21日        | 新企画！あなたはいくつ答えられる？北村諒クイズ！                          |
| 12. | 7月28日        | 続・北村諒クイズ！予想外な事実                                            |
| 13. | 8月25日        | 【特別篇】真夏のヒットメドレー！3年前の未発表曲に、北村諒クイズ解答発表！ |
| 14. | 12月29日       | ついに最終回！ありがとう、さようならオマエラ                              |

| #   | 配信開始日    | サブタイトル                                          |
| --- | ------------- | ----------------------------------------------------- |
| 15. | 2018年1月26日 | 三代目まなお姉さんのドキドキ初MC                      |
| 16. | 2月23日       | まなちゃんが優しくおしえてア・ゲ・ル                  |
| 17. | 3月30日       | まなちゃんの、○○好きなら絶対に見てほしい・・・        |
| 18. | 4月27日       | パクパクモグモグおいしーまなちゃんの歌                |
| 19. | 6月15日       | まなちゃんの新感覚しり文字クイズ                      |
| 20. | 7月27日       | オマエラに送るまなちゃんの顔ヨガフェイス              |
| 21. | 9月29日       | 【2018年9月26日生配信】第一部 緊急総選挙！            |
| 22. | 9月29日       | 【2018年9月26日生配信】第二部 作品観賞会！            |
| 23. | 2019年3月14日 | まなちゃん魅惑の新歌 解禁                             |
| 24. | 3月20日       | 前回に続く名曲を披露！                                |
| 25. | 3月28日       | 未来のオマエラに届ける、 ありがとうさようならオマエラ |

## スタッフ
- プロデューサー：三浦淳、野村和生、鈴木めぐみ
- 演出：住田崇
- ディレクター：志賀一寿、青木あゆみ
- 構成：酒井健作、堀雅人、安部裕之
- 音楽：カンケ
- イラスト：ニイルセン
- 制作協力：SWEAT、フジパシフィックミュージック、デジタルスペック
- 制作著作：フジテレビ

## 関連番組
- 今夜はアリエナイト
- どぅんつくぱ〜音楽の時間〜
- ＃ハイ_ポール - 一部回がコーナーとして放送された。